# Takuo Godō
Takuo Godō  (伍堂 卓雄, Godō Takuo), né le 23 septembre 1877 à Tokyo et mort le 7 avril 1956, est un architecte naval, vice-amiral de la Marine impériale japonaise, entrepreneur et ministre du gouvernement dans l'empire du Japon d'avant-guerre.

## Contexte
Godō est né à Tokyo dans une famille d'anciens médecins (goten-i). Il est diplômé de l'Université impériale de Tokyo en 1901 avec un diplôme en génie naval et est accepté dans le département d'ingénierie de la Marine impériale japonaise. Il gravit rapidement les échelons, servant comme attaché militaire au Royaume-Uni en tant que lieutenant-commandant de juin 1911 à juillet 1913 et aux États-Unis en tant que capitaine de mai 1917 à janvier 1918 et de juin 1919 à juin 1920. Il est promu contre-amiral en décembre 1922 et devient commandant de l'arsenal naval de Kure en juin 1924. En décembre 1926, il est promu vice-amiral.
En 1928, Godō quitte la marine pour accepter le poste de président des aciéries Shōwa, basées à Anshan, en Mandchourie, et l'année suivante devient l'un des directeurs de la Société des chemins de fer de Mandchourie du Sud. En 1937, le Premier ministre Senjūrō Hayashi demande à Godō d'accepter à la fois les postes de ministre du Commerce et de l'Industrie et de ministre des Chemins de fer. Il obtient également un siège à la Chambre des pairs de la Diète du Japon. En 1938, il devient président de la Chambre de commerce et d'industrie du Japon et de la Bourse de Tokyo. Il dirige une délégation commerciale japonaise en Allemagne nazie en 1938 pour acheter des armes de pointe et des machines de production, bien que le gouvernement allemand à l'époque favorisait toujours fortement la Chine dans son conflit avec le Japon. En 1939, le Premier ministre Nobuyuki Abe a renommé Godō ministre du Commerce et de l'Industrie et simultanément ministre de l'Agriculture et des Forêts. Il a nommé Nobusuke Kishi, alors toujours au Mandchoukouo, comme son secrétaire adjoint au commerce et à l'industrie. En 1942, Godō devient président de la Japan Management Association. En 1945, il a été conseiller au ministère des Munitions.
Après la Seconde Guerre mondiale, Godō a été appréhendé par les autorités d'occupation américaines avec la plupart des membres du gouvernement japonais d'avant-guerre sous des accusations de crime de guerre de classe A. Cependant, il a par la suite été libéré de la prison de Sugamo sans être jugé. Il a continué à détenir le titre de président de la Japan Management Association après sa libération.

## Remarques
1. ↑  Kudo. Japanese-German Business Relations